# Bulbine
Bulbine ist eine Pflanzengattung in der Unterfamilie der Affodillgewächse (Asphodeloideae) mit etwa 50 bis 60 Arten. Obwohl der Name Bulbine vom lateinischen bulbus für Knolle oder Zwiebel abgeleitet ist, haben die meisten Arten dieser Gattung keine solchen Überdauerungsorgane. Die meisten Arten gibt es in der Capensis. Arten, die früher in der Gattung Bulbinopsis zusammengefasst waren, sind in Australien beheimatet. Alle Arten außer Bulbine frutescens sind sehr frostempfindlich.

## Beschreibung
Bulbine-Arten sind einjährige bis ausdauernde krautige Pflanzen; viele Arten sind sukkulente Pflanzen. Einige Arten bilden Rhizome oder Sprossknollen als Überdauerungsorgane. Die ungestielten, nicht behaarten, parallelnervigen, oft lanzettlichen Laubblätter stehen büschelig an der Pflanzenbasis zusammen. Die Blattränder können glatt, gesägt oder gezähnt sein.
Sie haben traubige Blütenstände. Die gestielten, zwittrigen Blüten sind dreizählig. Die sechs Blütenhüllblätter sind frei. Sie haben sechs Staubblätter. Drei Fruchtblätter sind zu einem oberständigen Fruchtknoten verwachsen.
Sie bilden Kapselfrüchte mit dreieckigen Samen, die bei manchen Arten geflügelt sind.

## Systematik
Die Gattung Bulbine wurde 1776 durch Nathanael Matthäus von Wolf aufgestellt. Synonyme für Bulbine Wolf sind Blephanthera Raf., Nemopogon Raf. und Bulbinopsis Borzí.

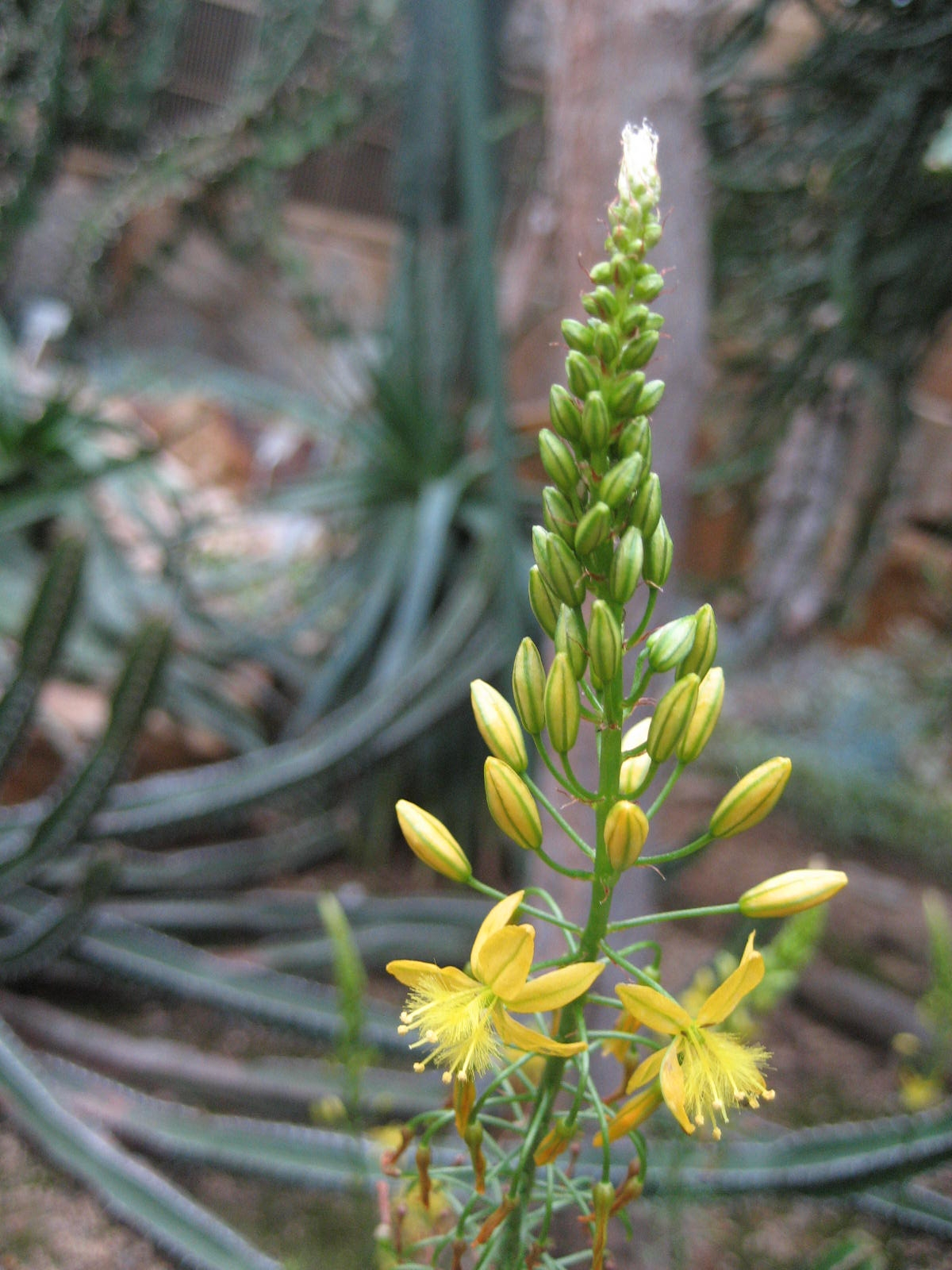
Bulbine alooides

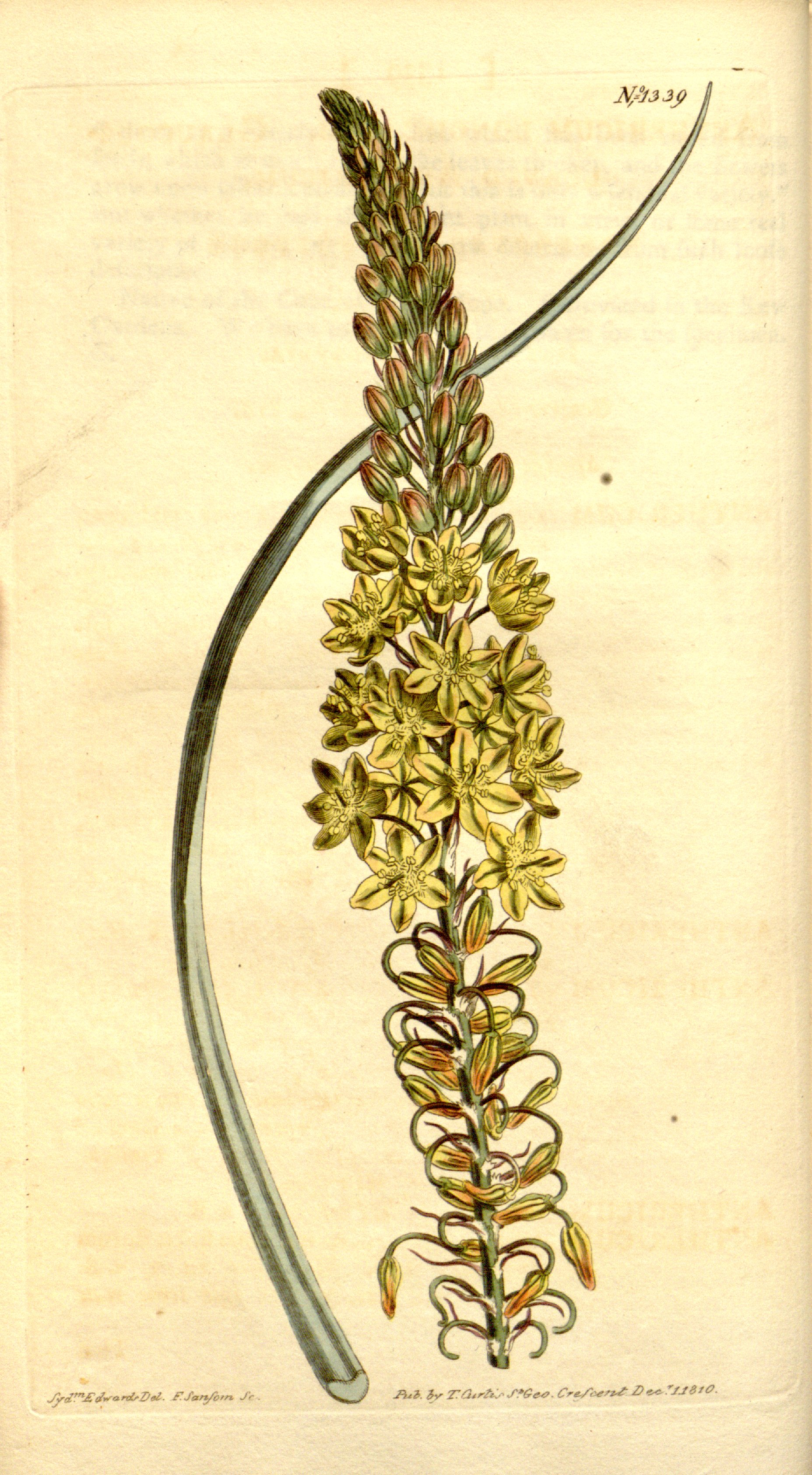
Illustration von Bulbine asphodeloides

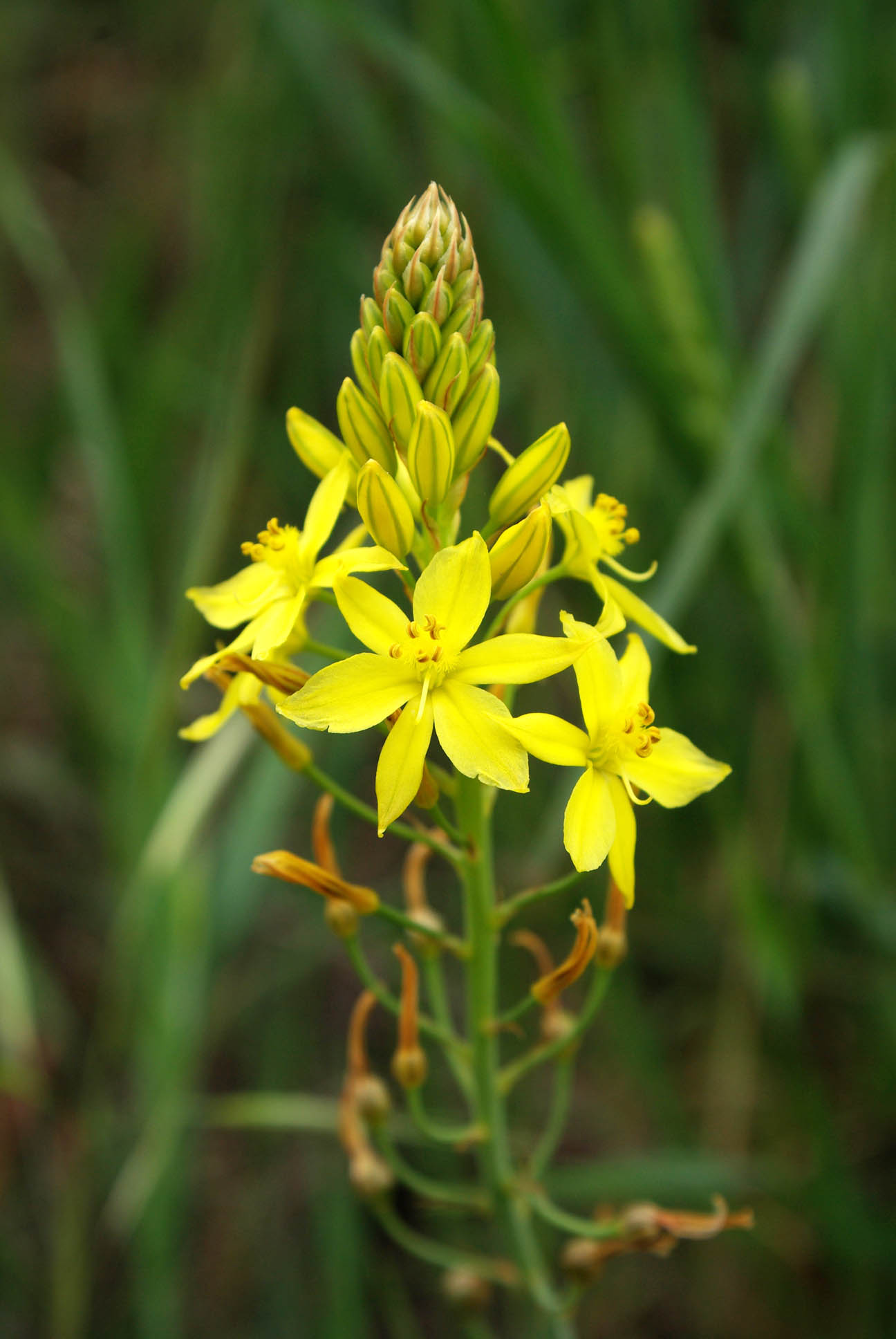
Bulbine bulbosa

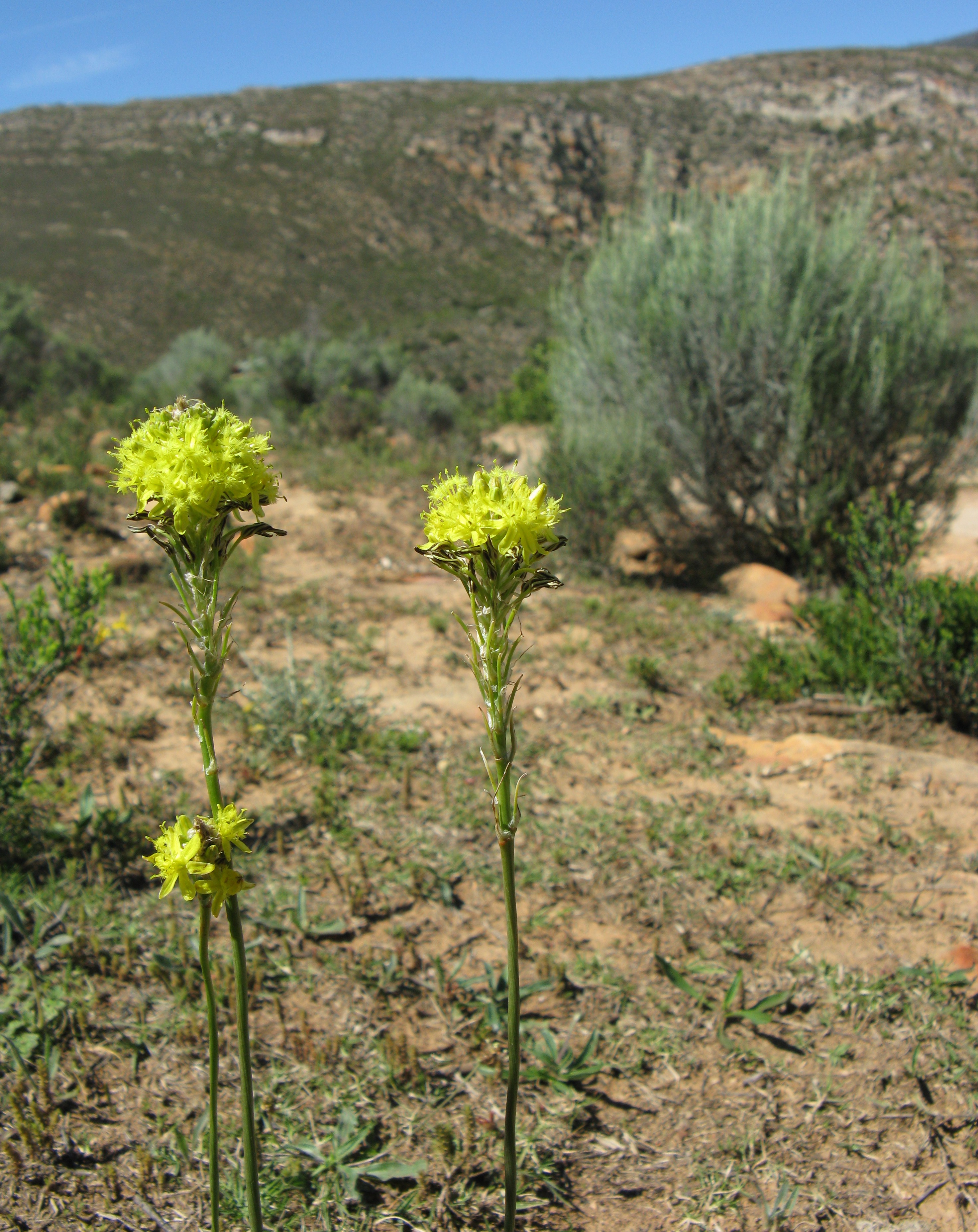
Bulbine lagopus

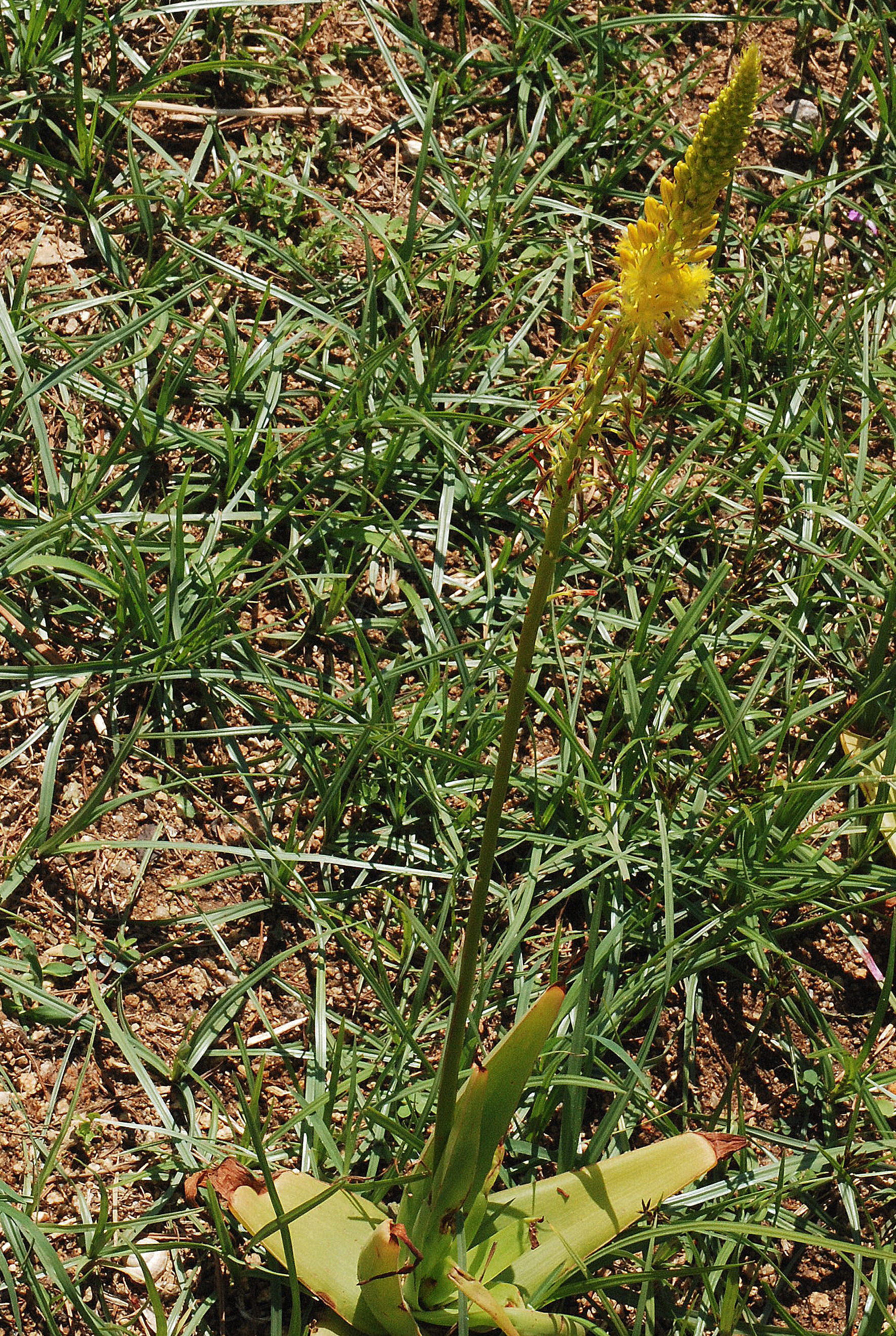
Bulbine latifolia

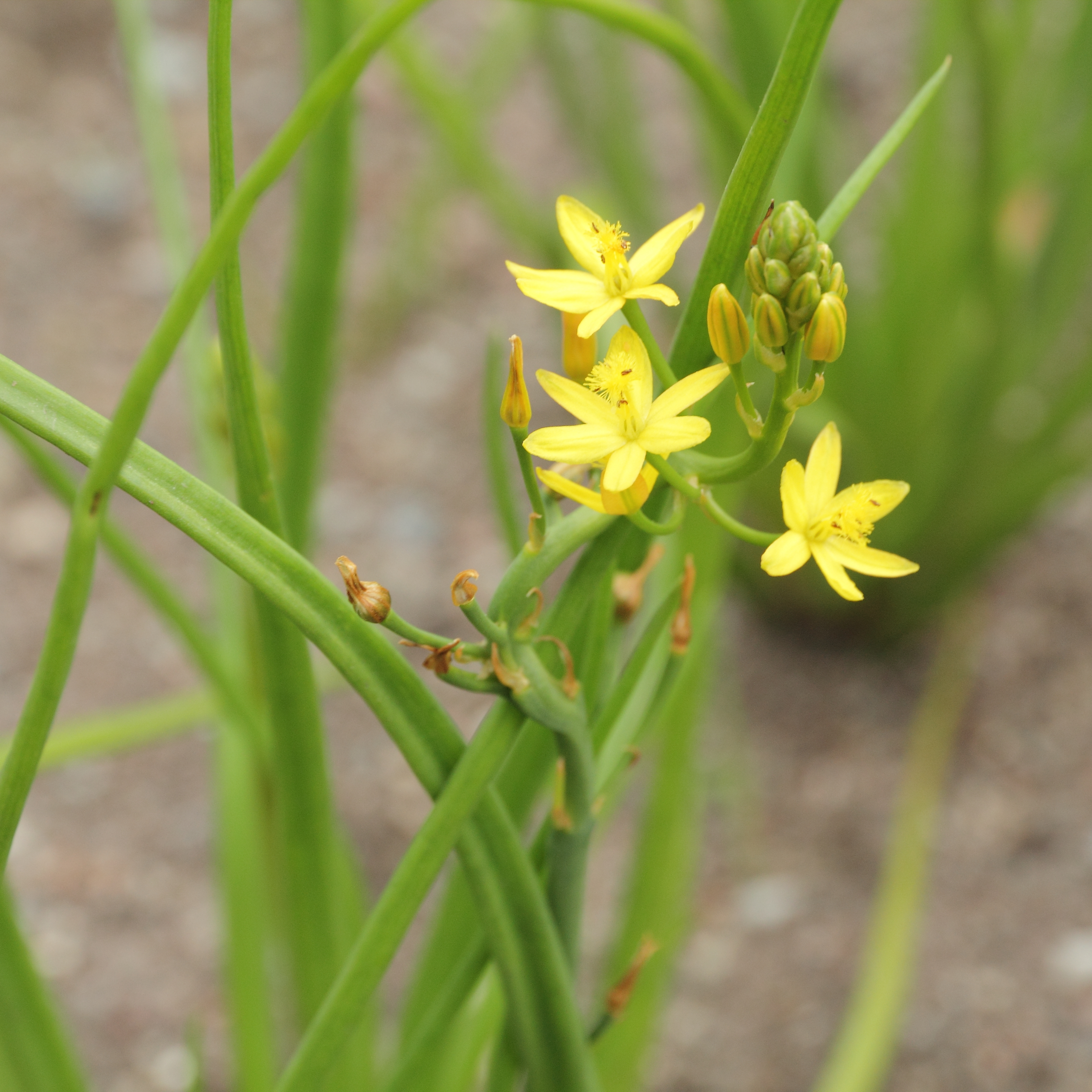
Bulbine semibarbata

Die Gattung Bulbine umfasst folgende Arten:
- Bulbine abyssinica A.Rich.
- Bulbine alata Baijnath: Sie kommt in Queensland, in New South Wales und in Northern Territory vor.[2]
- Bulbine alooides (L.) Willd.[3]
- Bulbine alveolata S.A.Hammer
- Bulbine angustifolia Poelln.
- Bulbine annua (L.) Willd.
- Bulbine asphodeloides (L.) Spreng.
- Bulbine bachmannii Baker
- Bulbine bruynsii S.A.Hammer
- Bulbine bulbosa (R.Br.) Haw.: Sie kommt im zentralen und südöstlichen Australien vor.[2][3]
- Bulbine capensis Baijnath ex G.Will.
- Bulbine capitata Poelln.
- Bulbine cepacea (Burm.f.) Wijnands
- Bulbine coetzeei Oberm.
- Bulbine crassa D.I.Morris & Duretto: Sie kommt in Tasmanien vor.[2]
- Bulbine cremnophila van Jaarsv.
- Bulbine dactylopsoides G.Will.
- Bulbine diphylla Schltr. ex Poelln.
- Bulbine disimilis G.Will.
- Bulbine erectipilosa G.Will.
- Bulbine erumpens S.A.Hammer
- Bulbine esterhuyseniae Baijnath
- Bulbine fallax Poelln.
- Bulbine favosa (Thunb.) Schult. & Schult. f.
- Bulbine flexicaulis Baker
- Bulbine flexuosa Schltr.
- Bulbine foleyi E.Phillips
- Bulbine fragilis G.Williamson
- Bulbine francescae G.Will. & Baijnath
- Bulbine fraseri Kunth: Sie kommt vom östlichen South Australia bis ins östliche Australien vor.[2]
- Bulbine frutescens (L.) Willd. (Syn.: Bulbine caulescens L.): Sie wird auch Brenngeleepflanze genannt, weil aus den zerrissenen frischen Blättern ein geleeartiger Saft austritt, der in Afrika als Heilsalbe gegen Verbrennungen, Wunden, Insektenstiche, Ekzeme und Hautausschläge verwendet wird. Der Saft enthält antibakterielle Wirkstoffe. Aus den frischen Blättern kann auch ein dickflüssiger Tee hergestellt werden, der gegen Erkältung, Husten und Arthritis hilft. Diese Art wird gelegentlich wie einige andere Arten ganz unterschiedlicher Familien Katzenschwanzpflanze genannt. Die Art wird gelegentlich als Kübelpflanze gepflegt.[4][5]
- Bulbine glauca (Raf.) E.M.Watson: Sie kommt vom nördlichen New South Wales bis Tasmanien vor.[2]
- Bulbine haworthioides B.Nord.
- Bulbine inamarxiae G.Will. & A.P.Dold
- Bulbine inflata Oberm.
- Bulbine lagopus (Thunb.) N.E.Br.
- Bulbine lamprophylla Williamson
- Bulbine latifolia (L.f.) Spreng.
  - Bulbine latifolia var. latifolia (Syn.: Bulbine natalensis Baker)
  - Bulbine latifolia var. curvata van Jaarsv.
- Bulbine lavrani G.Will. & Baijnath
- Bulbine lolita S.A.Hammer
- Bulbine longifolia Schinz
- Bulbine louwii L.I.Hall
- Bulbine margarethae L.I.Hall
- Bulbine meiringii van Jaarsv.
- Bulbine melanovaginata G.Will.
- Bulbine mesembryanthemoides Haw.[3]
- Bulbine minima Baker
- Bulbine monophylla Poelln.
- Bulbine muscicola G.Will.
- Bulbine namaensis Schinz
- Bulbine narcissifolia Salm-Dyck
- Bulbine navicularifolia G.Will.
- Bulbine ophiophylla G.Will.
- Bulbine pendens G.Will. & Baijnath
- Bulbine pendula Keighery: Sie kommt in Western Australia vor.[2]
- Bulbine praemorsa (Jacq.) Spreng.
- Bulbine quartzicola G.Williamson
- Bulbine ramosa van Jaarsv.
- Bulbine retinens van Jaarsv. & S.A.Hammer
- Bulbine rhopalophylla Dinter
- Bulbine rupicola G.Will.
- Bulbine sedifolia Schltr. ex Poelln.
- Bulbine semenaliundata G.Will.
- Bulbine semibarbata (R.Br.) Haw.: Sie kommt im südlichen und östlichen Australien vor.[2]
- Bulbine spongiosa van Jaarsv.[2]
- Bulbine stolonifera Baijnath ex G.Will.
- Bulbine striata Baijnath & Van Jaarsv.
- Bulbine succulenta Compton
- Bulbine suurbergensis van Jaarsv. & A.E.van Wyk
- Bulbine thomasiae van Jaarsv.
- Bulbine torsiva G.Williamson
- Bulbine torta N.E.Br.
- Bulbine triebneri Dinter
- Bulbine truncata G.Williamson
- Bulbine vagans E.M.Watson: Sie kommt in Queensland vor.[2]
- Bulbine vitrea G.Will. & Baijnath
- Bulbine vittatifolia G.Williamson
- Bulbine wiesei L.I.Hall

## Bilder

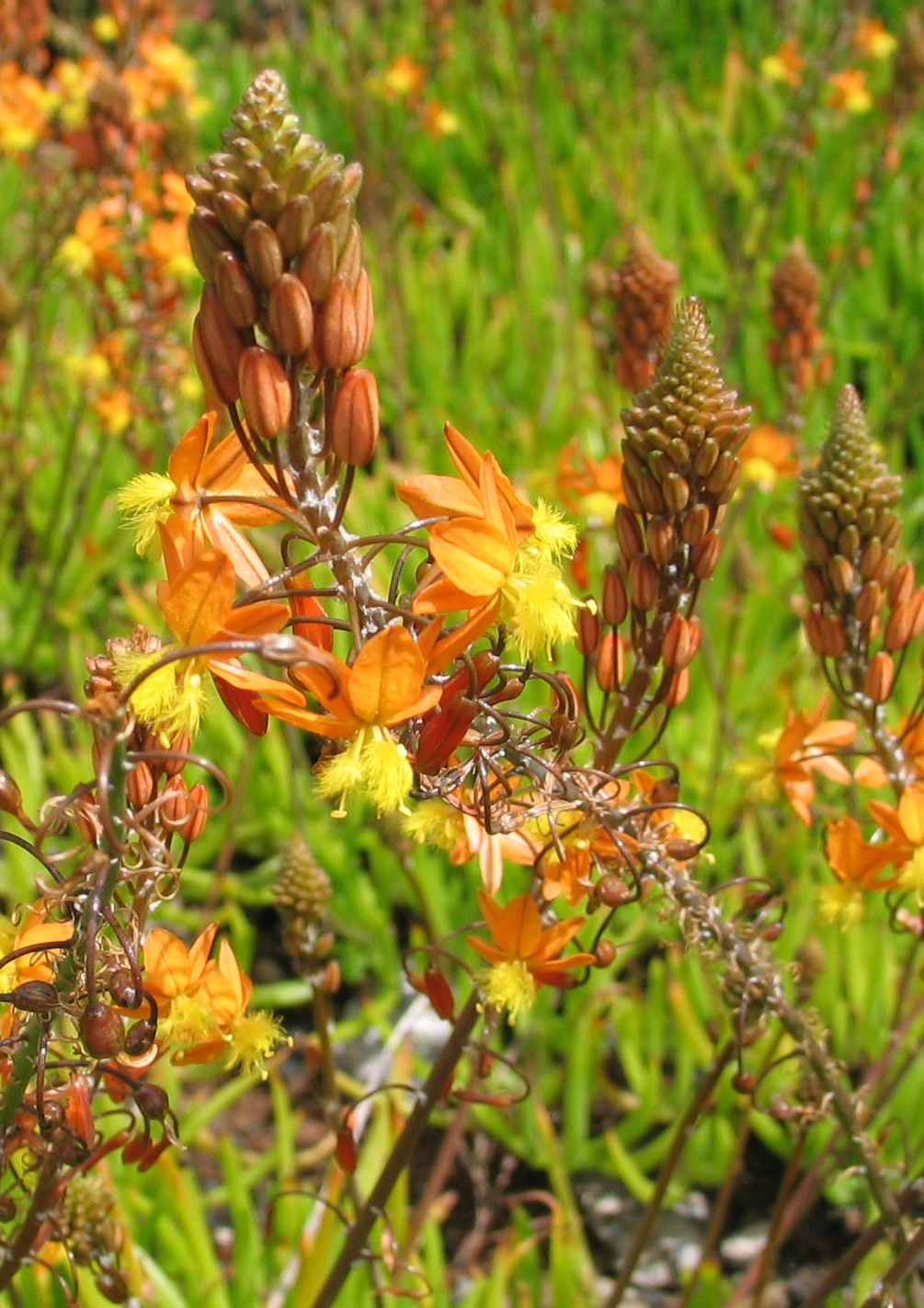
Bulbine frutescens
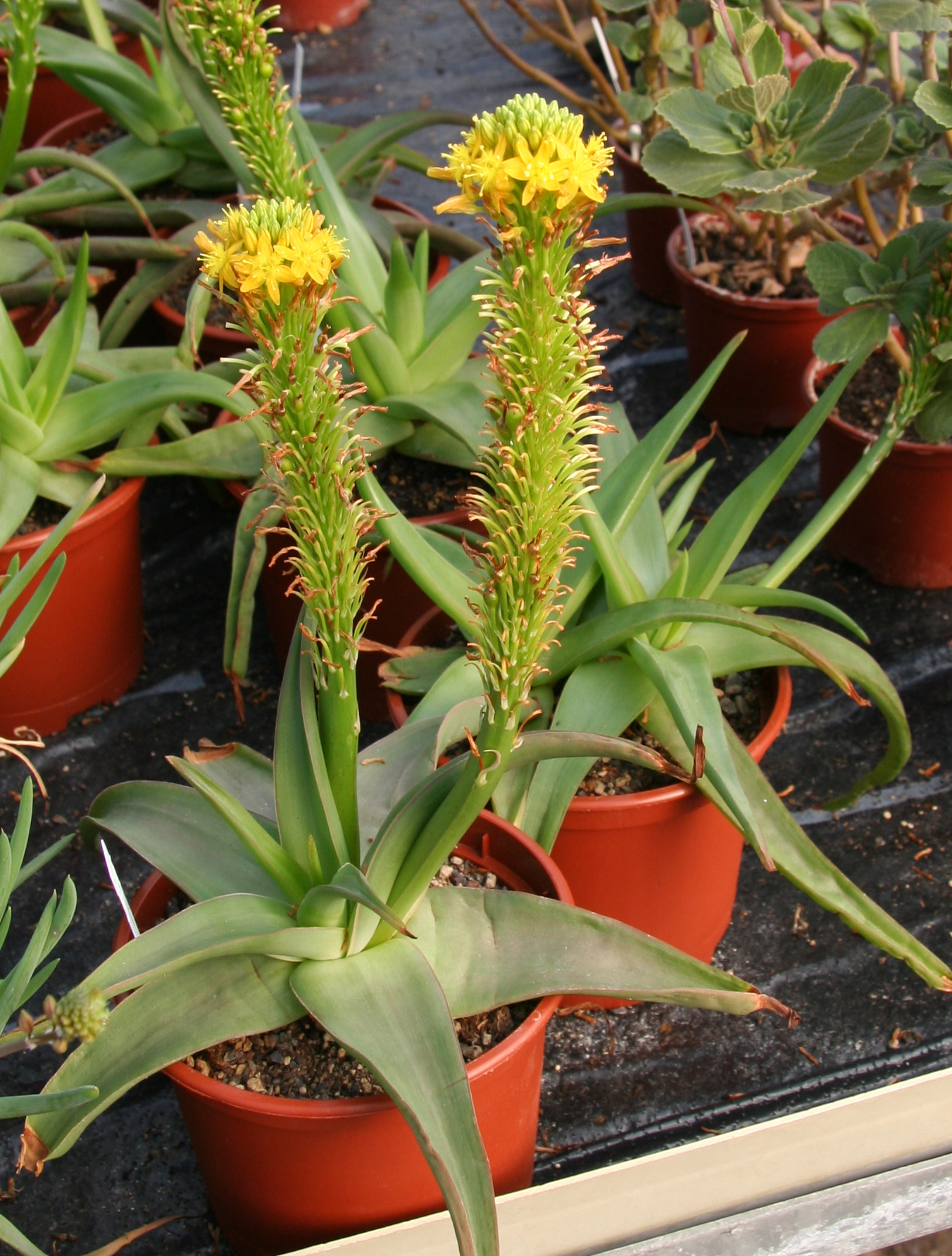
Bulbine latifolia var. latifolia
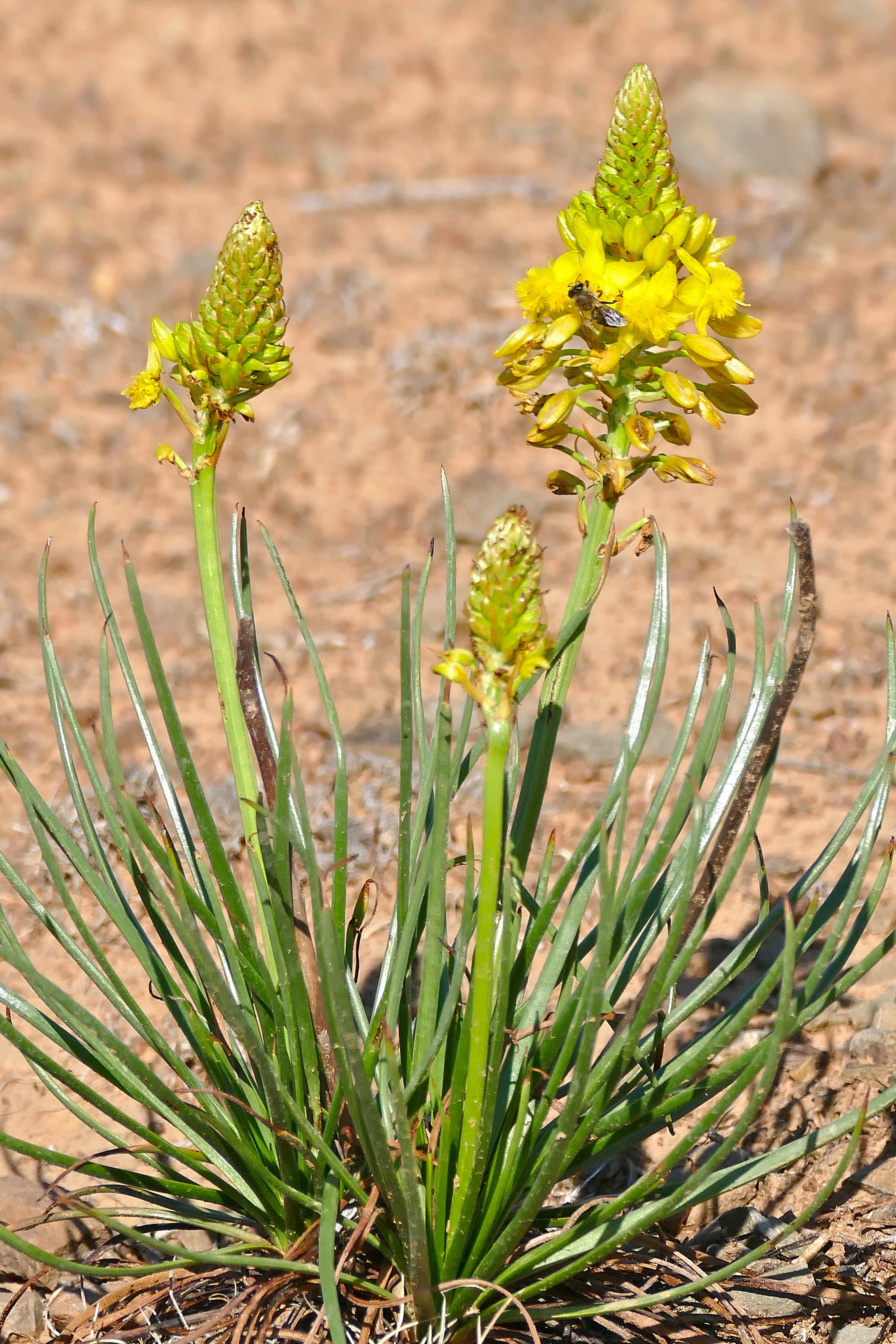
Bulbine narcissifolia
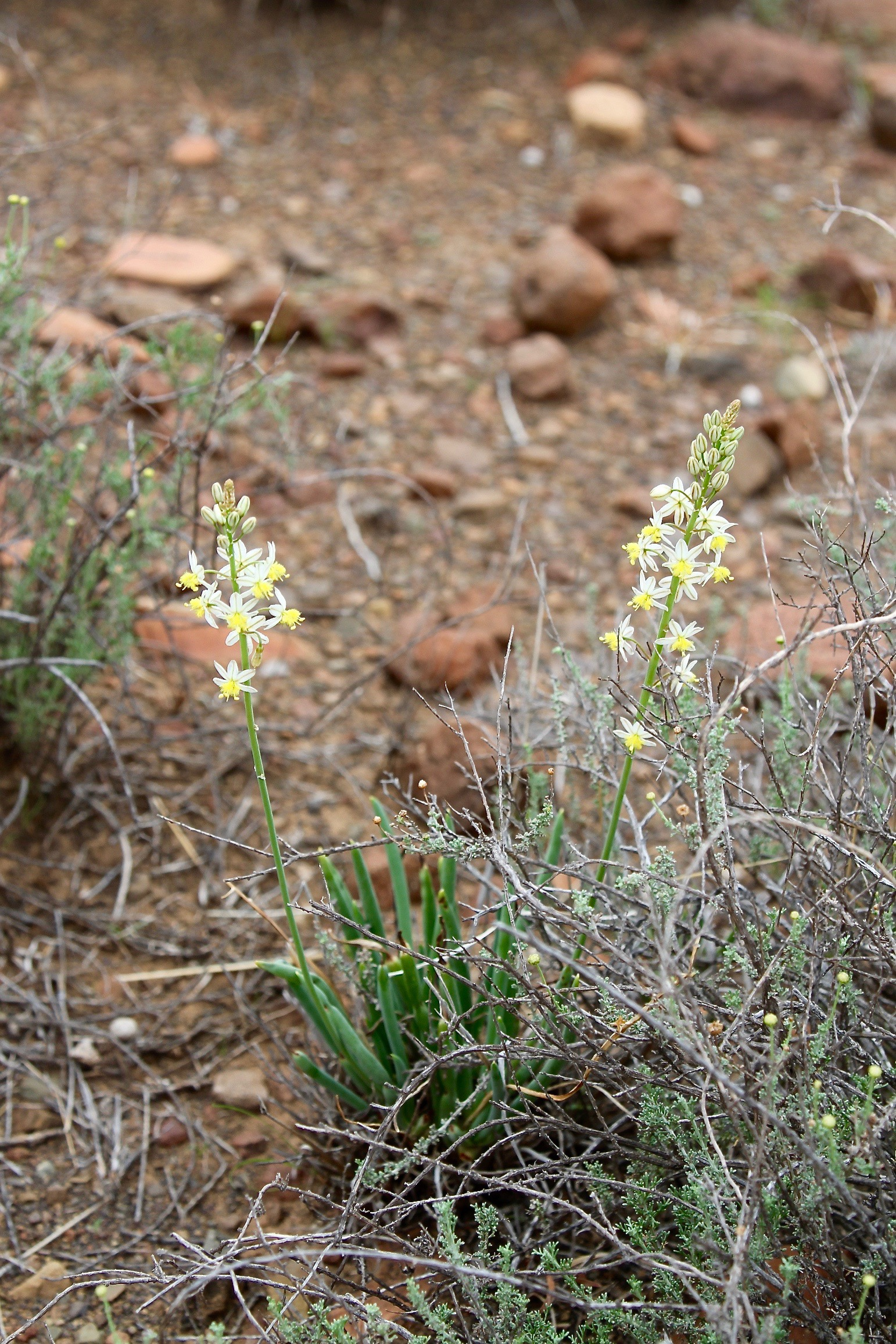
Bulbine triebneri

## Weiterführende Literatur
- D. S. Devey, I. Leitch, P. J. Rudall, J. C. Pires, Y. Pillon, M. W. Chase: Systematics of Xanthorrhoeaceae sensu lato, with an emphasis on Bulbine. In: Aliso. Band 22, 2006, S. 345–351.
- Ernst Jacobus van Jaarsveld, Paul Irwin Forster: Bulbine. In: Urs Eggli (Hrsg.): Sukkulenten-Lexikon. Einkeimblättrige Pflanzen (Monocotyledonen). Eugen Ulmer, Stuttgart 2001, ISBN 3-8001-3662-7, S. 242–254.